# Yape
Yape es un corregimiento del distrito de Pinogana en la provincia de Darién, República de Panamá. La localidad tiene 187 habitantes (2010).